# Ефентьев, Алексей Викторович
Алексей Викторович Ефентьев (род. 1 октября 1963, Байрам-Али, ТССР) — советский и российский офицер, выполнявший боевые задачи в Афганистане, Азербайджане, Нагорном Карабахе, Чечне и Косово. Подполковник запаса. За личное мужество при успешном выполнении задач четырежды представлялся к званию Героя Российской Федерации, но так и не был награждён.

## Биография
Родился 1 октября 1963 года в г. Байрам-Али (Туркменская ССР) в семье потомственного военнослужащего. Дед Иван Ефентьев — казачий атаман, награждённый четырьмя Георгиевскими крестами.
В 1981 году, окончив школу, проходил службу в Каспийской флотилии Военно-морского флота СССР. Вернувшись, поступил в Бакинское высшее общевойсковое командное училище имени Верховного Совета Азербайджанской ССР. В 1986 году, после окончания училища, добровольно попросился служить в Афганистан, где служил в должности командира группы разведки до 1988 года. Затем были Азербайджан и Нагорный Карабах. С 1992 по 1994 год — начальник штаба отдельного разведбатальона в Германии.
С 1996 года начальник разведки 166-й гвардейской отдельной Витебско-Новгородской дважды Краснознамённой мотострелковой бригады, одного из лучших и самых боеспособных подразделений российских войск в Чечне. Во время 1-й Чеченской войны его позывной «Гюрза» был известен по всей республике. На счету Ефентьева десятки рейдов по тылам дудаевцев, штурм Бамута и деблокада окружённого в центре Грозного Координационного центра, во время которой были спасены многие высшие чины Армии и МВД и большая группа российских журналистов. За этот подвиг в 1996 году Алексей Ефентьев был представлен к званию «Героя России», но не получил его.
Ефентьев был героем многих телепередач на центральных телеканалах. Был прототипом «Кобры» в фильме Александра Невзорова «Чистилище».
Демобилизовавшись, Алексей Ефентьев занялся сельским хозяйством и стал генеральным директором ООО «Донское» в Воронежской области. Взяв обанкротившийся колхоз под своё руководство, за два года Алексей Викторович сумел добиться заметных успехов и проработал с ним до 2013 года, когда оно было ликвидировано.
Женат, растит трёх сыновей и дочь.

## Награды
- Орден Красной Звезды
- Орден Мужества
- Орден «За военные заслуги»
- Две медали «За боевые заслуги»
- Медаль «За отличие в воинской службе I степени»
- Другие награды.